# 2061
2061 (MMLXI) kommer att bli ett normalår som börjar en lördag i den gregorianska kalendern.

## Framtida händelser
- Halleys komet passerar de inre delarna av vårt solsystem detta år. Senaste gången kometen gjorde detta var år 1986 och dessförinnan år 1910.

### April
- 20 april – Solförmörkelse.

## Science fiction
- Romanen "2061 – Tredje rymdodyssén" av Arthur C. Clarke utspelas under 2061.